# Леонардо Біттенкурт
Леонардо Біттенкурт (нім. Leonardo Bittencourt, нар. 19 грудня 1993, Лейпциг) — німецький футболіст бразильського походження, півзахисник клубу «Вердер».

## Клубна кар'єра
Народився 19 грудня 1993 року в місті Лейпциг в родині бразильського футболіста Франкліна Біттенкурта, що виступав за місцевий «Лейпциг». 1998 року Франклін перейшов у «Енергі», куди незабаром у дитячу команду був включений і його син. З тих пір він пройшов через всі молодіжні команди і в 2010 році підписав свій перший професійний контракт з клубом, після чого став виступати за дубль.
Після лише двох матчів у другій команді, 16 квітня 2011 року Біттенкурт дебютував за першу команду у матчі Другої Бундесліги проти «Дуйсбурга» (3:1), замінивши на 60-й хвилині Велимира Йовановича. З початку сезону 2011/12, після уходу Шао Цзяї, Бітенкур став основним гравцем клубу, зігравши у 29 матчах, а клуб  закінчив сезон на 14-му місці в таблиці, і уникнув вильоту в нижчу лігу.
Незадовго до зимової перерви, 1 грудня 2011 року, було оголошено, що Біттенкурт перед сезоном 2012/13 перейде до «Боруссії» (Дортмунд). У Дортмунді Лео підписав контракт до 30 червня 2016 року, втім закріпитись у основній команді не зумів і в основному виступав у 3-й лізі у другій команді, що грала під керівництвом тренера Давіда Вагнера. Тим не менш виступаючи за дортмундців Біттенкурт дебютував у Бундеслізі, зігравши в рурському дербі проти «Шальке 04», а також в Лізі чемпіонів, вийшовши на поле в матчі останнього туру групового етапу проти «Манчестер Сіті».
Влітку 2013 року Біттенкурт приєднався до клубу «Ганновер 96», підписавши чотирирічний контракт. Після двох сезонів, в яких він зіграв у 57 матчах Бундесліги (п'ять голів, вісім асистів) , футболіст попросив у липні 2015 року розірвати діючий контракт.
14 липня 2015 року футболіст перейшов в «Кельн», підписавши контракт до 2019 года. У сезоні 2016/17 Бітенкур допоміг клубу зайняти 5 місце, найкраще з 1992 року, і кваліфікувався з командою до Ліги Європи. Втім у сезоні 2017/18 клуб невдало виступив у єврокубках, не вийшовши з групи, а у чемпіонаті став останнім, зайнявши 18 місце і вилетів з Бундесліги.
14 травня 2018 року підписав п'ятирічний договір з клубом «Гоффенгайм 1899». Станом на 14 вересня 2018 року відіграв за гоффенгаймський клуб 2 матчі в національному чемпіонаті.

## Виступи за збірні
2009 року дебютував у складі юнацької збірної Німеччини, взяв участь у 15 іграх на юнацькому рівні.
Протягом 2012—2013 років залучався до складу молодіжної збірної Німеччини. На молодіжному рівні зіграв у 25 офіційних матчах, забив 5 голів.